# Euphyllia divisa
Euphyllia divisa är en korallart som beskrevs av Veron och Marcel Pichon 1979. Euphyllia divisa ingår i släktet Euphyllia och familjen Euphyllidae. IUCN kategoriserar arten globalt som nära hotad. Inga underarter finns listade i Catalogue of Life.

## Bildgalleri

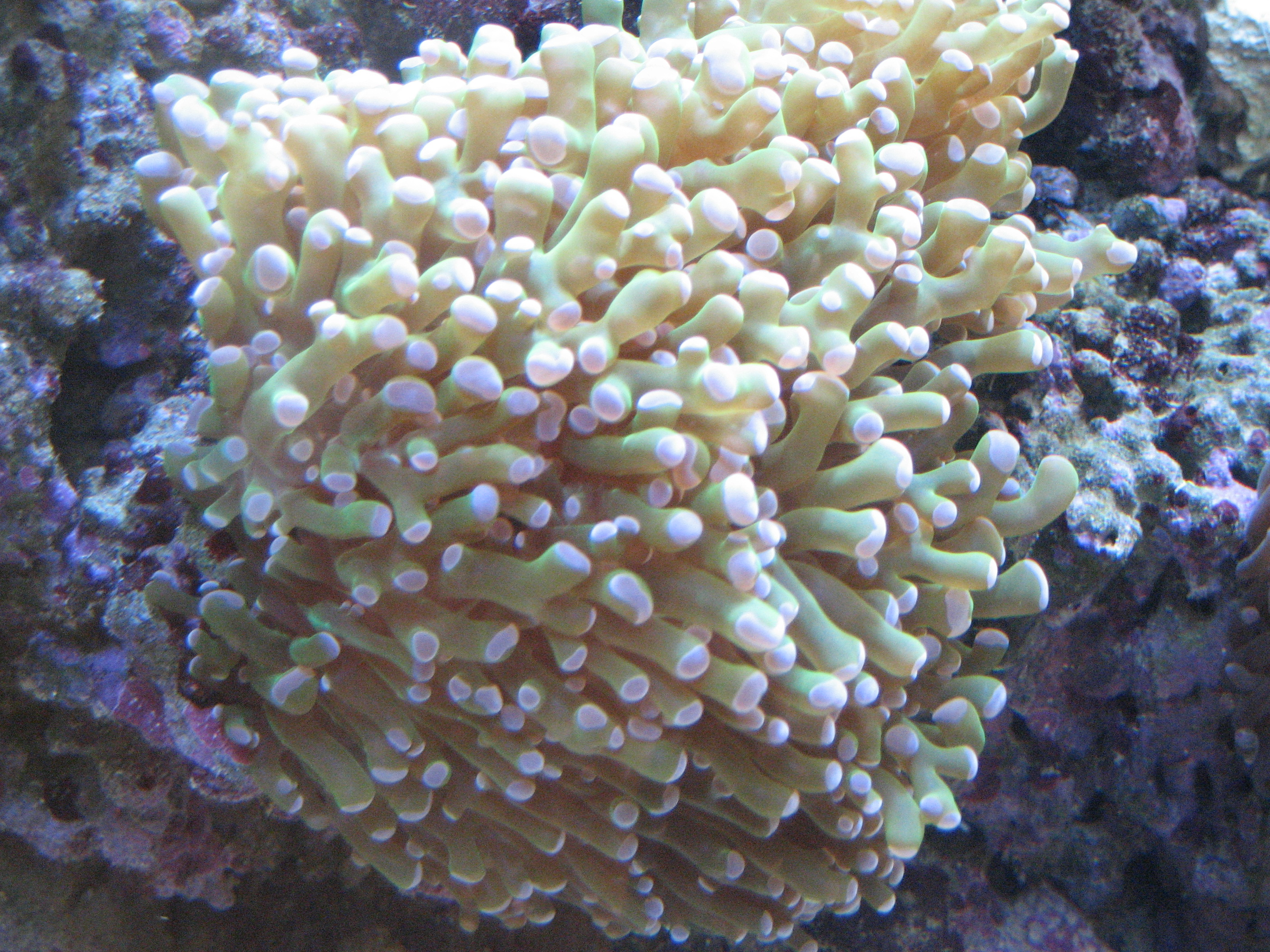